# 곽은지
곽은지(1998년 9월 16일 ~ )는 2018 미스 대전 충남 미(美) 출신의 대한민국 모델이자 방송인이다. 종교는 개신교.
서울에서 출생하였으며 신장은 170cm이고 체중은 50kg인 그녀는 음악감상과 요가에 취미가 있고 골프와 수영에 특기가 있다.

## 주요 이력

### 학력
- 한서대학교 항공관광학과

### 수상 경력
- 2018년 미스코리아 대전 충남 미(美) - (참가 시절 참가 번호: 19번)

### 기타 사안
- 신체 사이즈: 29-23-30